# Musikjahr 1818
Liste der Musikjahre

◄◄ | ◄ | 1814 | 1815 | 1816 | 1817 | Musikjahr 1818 | 1819 | 1820 | 1821 | 1822 | ► | ►►

Weitere Ereignisse
Dieser Artikel behandelt das Musikjahr 1818.

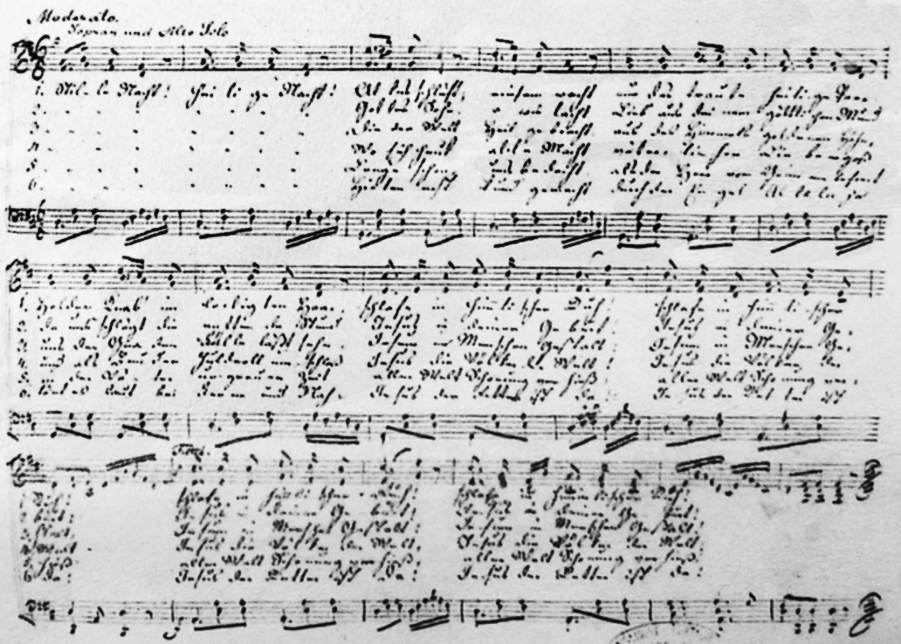
Autograph des Liedes Stille Nacht, heilige Nacht von Franz Xaver Gruber

## Ereignisse
- 11. Januar: Der Gesangsverein zu Danzig wird gegründet. Er wird 1899 in Danziger Singakademie umbenannt und existiert bis 1945.
- 01. März: Mit der Ouvertüre im italienischen Stil wird in Wien erstmals ein Werk Franz Schuberts aufgeführt.
- 24. Dezember: In der Schifferkirche St. Nikola in Oberndorf bei Salzburg wird das von Dorfschullehrer Franz Xaver Gruber auf einen Text des Hilfspfarrers Joseph Mohr komponierte Weihnachtslied Stille Nacht, heilige Nacht erstmals aufgeführt.

## Instrumental und Vokalmusik (Auswahl)
- Ludwig van Beethoven:  Klaviersonate Nr. 29 B-Dur op. 106 (Hammerklaviersonate). Das Werk galt lange Zeit als unspielbar und wurde erst Jahrzehnte nach Beethovens Tod von Franz Liszt zum ersten Mal öffentlich gespielt.
- Franz Berwald: Streichquartett Nr. 1 g-Moll
- Johann Baptist Cramer: Klaviersonate Le Retour à Londres op. 62
- Johann Simon Mayr: Arianna e Nasso, (Kantate für eine Singstimme und Orchester); Cantata per la morte di Antonio Capuzzi (Kantate für zwei Singstimmen, Chor und Orchester)
- Ignaz Moscheles: Klavierkonzert Nr. 1, F-Dur, op. 45
- Ferdinand Ries: Sinfonie Nr. 4 F-Dur op. 110; Quintett für Flöte, Violine, zwei Violen und Violoncello h-Moll op. 107;
- Andreas Romberg: Blandine, Melodram für Sopran und Orchester; Kantate zum Johannesfest 1818 für zwei Tenöre, zwei Bässe, Männerchor, Horn und Klavier; Quintett Es-Dur für Klarinette, Violine, zwei Violen und Violoncello op. 57; Bearbeitung (von op. 57) für zwei Violinen, zwei Violen und Violoncello op. 58
- Antonio Salieri: Do re mi fa für vierstimmigen Chor a cappella
- Franz Schubert:  6. Sinfonie; Sinfonie-Entwurf D-Dur
- Carl Maria von Weber: Missa sancta Nr. 1; Jubel-Ouvertüre op. 59; Concertino e-moll für Horn und Orchester op. 45, Erstveröffentlichung

## Musiktheater

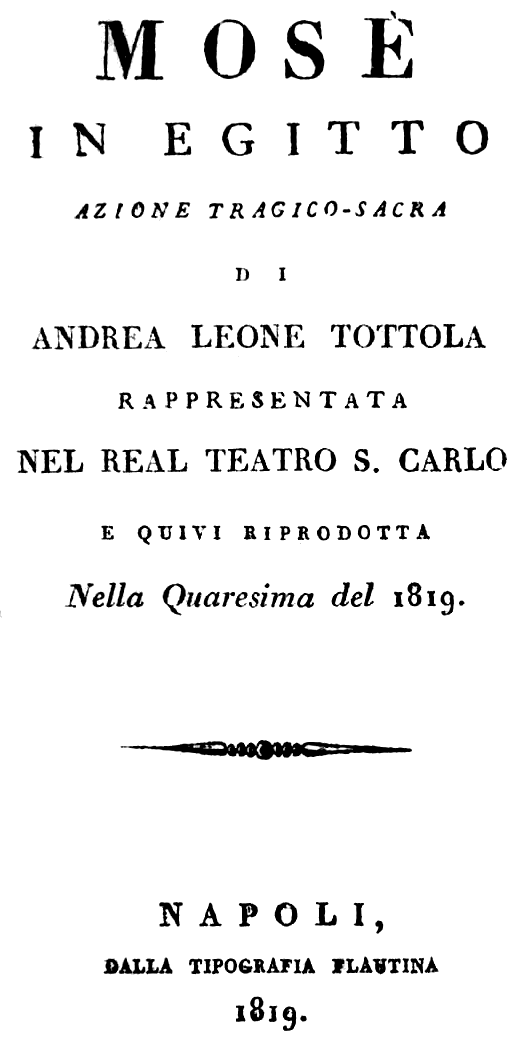
Gioachino Rossini – Mosè in Egitto – Titelseite des Librettos, Neapel 1819

- 05. März: Die Oper Mosè in Egitto von Gioachino Rossini auf das Libretto von Andrea Leone Tottola wird mit großem Erfolg am Teatro San Carlo in Neapel uraufgeführt. Aus Zeitgründen hat auch der mit Rossini befreundete Komponist Michele Carafa eine Arie beigesteuert.
- 16. Mai: Uraufführung der Oper Orestes von Conradin Kreutzer in Prag
- 30. Mai: Uraufführung der Oper Die Rosenmädchen von Peter Joseph von Lindpaintner am Theater an der Wien in Wien
- 30. Juni: Uraufführung der Oper Le Petit Chaperon rouge (Rotkäppchen) von François-Adrien Boieldieu in der Opéra-Comique in Paris.
- 29. Juli: Uraufführung der Oper Berenice in Siria von Michele Carafa in Neapel
- 25. September: Uraufführung der Oper Il Barone di Dolsheim von Giovanni Pacini am Teatro alla Scala di Milano in Mailand
- 12. Oktober: Das nach den Plänen von Karl von Fischer errichtete Nationaltheater München wird nach fast siebenjähriger Bauzeit mit der Uraufführung von Ferdinand Fränzls Oper Die Weihe eröffnet.
- 14. November: Uraufführung der Oper Enrico di Borgogna von Gaetano Donizetti in Venedig
- 03. Dezember: Die Oper Ricciardo e Zoraide von Gioachino Rossini hat mit mehrwöchiger Verspätung ihre erfolgreiche Uraufführung am Teatro San Carlo in Neapel.
- 17. Dezember: Uraufführung der Oper Una follia von Gaetano Donizetti in Venedig (Das Werk ist verschollen).
- 26. Dezember: Uraufführung der Oper Elisabetta in Derbyshire, ossia Il castello di Fotheringhay von Michele Carafa in Venedig

Weitere Uraufführungen
- Carl Maria von Weber: Heinrich IV. König von Frankreich (Musik zum Trauerspiel von Eduard Gehe); Lieb um Liebe, (Musik zum Schauspiel von Anton Rublack, 4 Gesangsnummern)
- Victor Dourlen: Le Mariage en poste (Oper); À deux de jeu (Oper)
- Ferdinand Hérold: Le Premier venu ou Six lieues de chemin (Oper)
- Joseph Weigl: Die Nachtigall und der Rabe, (Oper in einem Akt)
- Peter von Winter: Etelinda (Oper), uraufgeführt in Mailand

## Geboren

### Geburtsdatum gesichert
- 05. Januar: James Monroe Deems, US-amerikanischer Komponist und Brigadier-General im Sezessionskrieg († 1901)
- 06. Januar: Rudolph von Hertzberg, deutscher Musikdirektor und Gesangslehrer († 1893)
- 25. Januar: Théodore Mozin, französischer Komponist und Musikpädagoge († 1850)
- 06. Februar: Henry Litolff, englischer Klaviervirtuose, Komponist und Musikverleger († 1891)

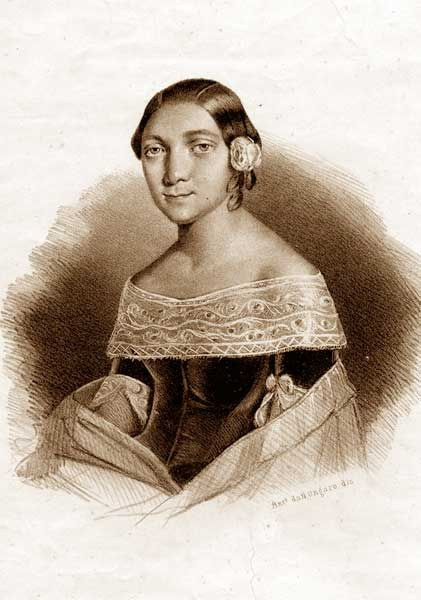
Marianna Barbieri-Nini; * 18. Februar

- 18. Februar: Marianna Barbieri-Nini, italienische Opernsängerin († 1887)
- 11. März: Marius Petipa, französisch-russischer Tänzer und Choreograf († 1910)
- 12. März: Georges Bousquet, französischer Komponist, Dirigent und Musikkritiker († 1854)
- 27. März: Jacob Axel Josephson, schwedischer Komponist († 1880)
- 03. April: Luther Whiting Mason, US-amerikanischer Musikpädagoge († 1896)
- 09. April: Walther Wolfgang von Goethe, deutscher Komponist († 1885)
- 22. April: Ferdinand Gumbert, deutscher Komponist, Gesangspädagoge, Musikkritiker († 1896)
- 24. April: Wenzel Bielczizky, österreichischer Tenor und Theaterdirektor († 1865)
- 27. April: Hermann Koenig, deutscher Kornett-Virtuose, Komponist und Metallblasinstrumentenmacher († 1857)
- 00. April: Cecil Frances Alexander, irische Dichterin von Kirchenliedern († 1895)
- 10. Mai: František Hegenbarth, tschechischer Cellist und Musikpädagoge († 1887)
- 10. Juni: Hubert Ferdinand Kufferath, deutscher Komponist († 1896)

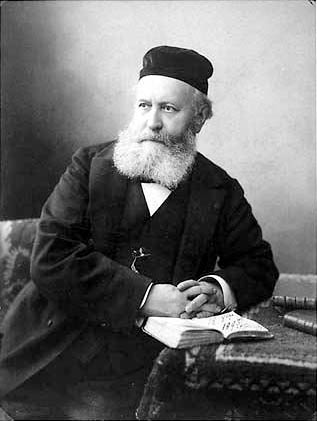
Charles Gounod; * 17. Juni

- 17. Juni: Charles François Gounod, französischer Komponist († 1893)
- 00. Juni: Cesare Ciardi, italienischer Flötist und Komponist († 1877)
- 14. August: Josef Mühlbauer, deutscher Orgelbauer († 1848)
- 30. August: Friedrich Ladegast, deutscher Orgelbauer († 1905)
- 07. September: Miroslav Vilhar, slowenischer Autor, Komponist und Politiker († 1871)
- 10. September: Johann Rödl, deutscher Orgelbauer († 1895)
- 11. September: Friedrich Werner, deutsch-österreichischer Orgelbauer († 1887)
- 12. September: Theodor Kullak, deutscher Pianist und Komponist († 1882)
- 15. Oktober: Alexander Dreyschock, böhmischer Klaviervirtuose und Komponist († 1869)
- 15. Oktober: Johann Gungl, ungarndeutscher Geiger, Komponist und Dirigent († 1883)
- 29. Oktober: Catherine Hayes, irische Opernsopranistin († 1861)
- 26. November: Louis Lacombe, französischer Komponist († 1884)
- 04. Dezember: Josef Sies, österreichischer Orgelbauer († 1886)
- 15. Dezember: Rosa Eleonore Behrend, deutsche Sängerin († 1842)

### Genaues Geburtsdatum unbekannt
- Caroline Reinagle, englische Komponistin, Pianistin und Musiklehrerin († 1892)

## Gestorben

### Todesdatum gesichert

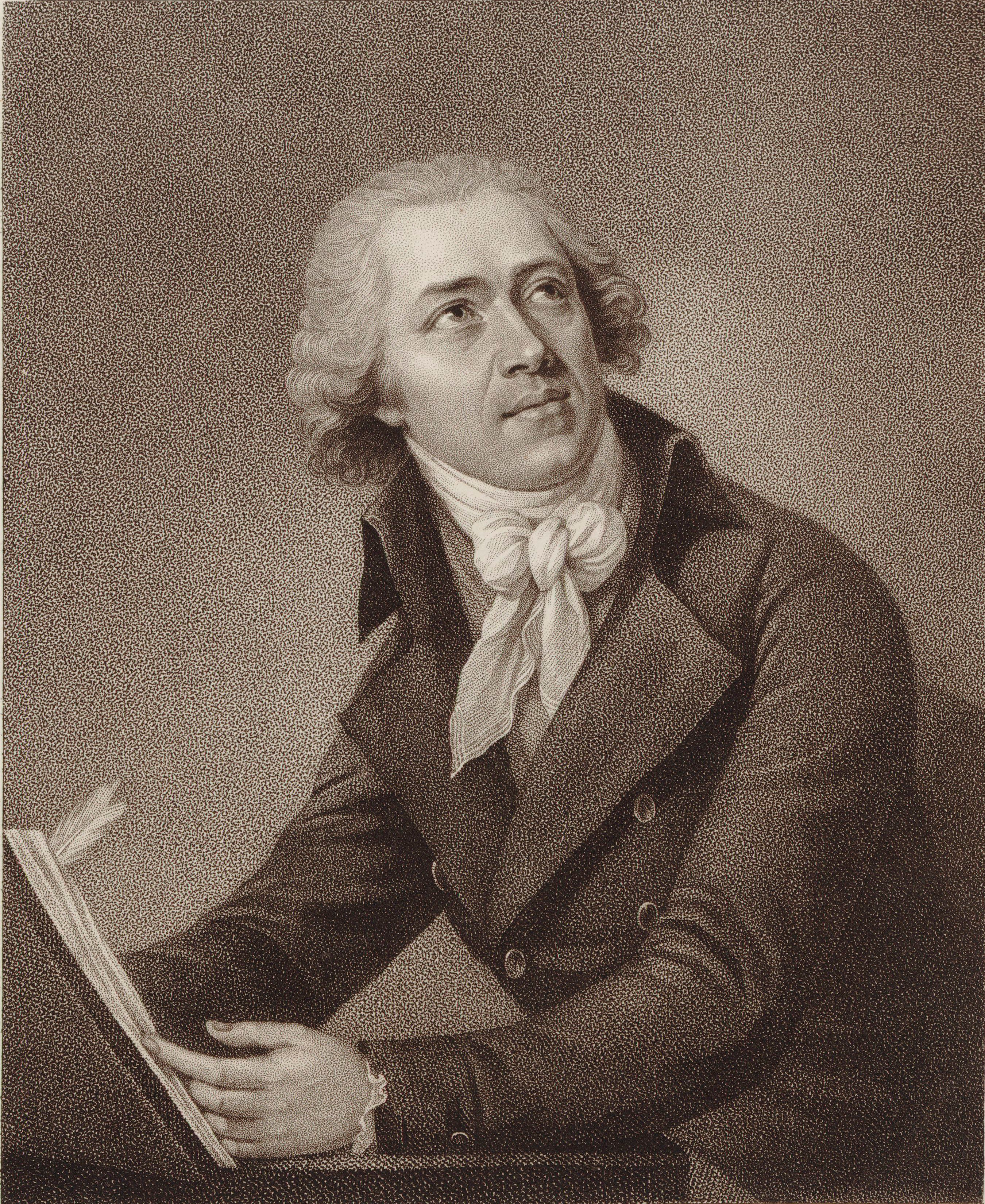
Leopold Koželuh; † 7. Mai

- 08. März: Maurus Feyerabend, deutscher Benediktiner, katholischer Geistlicher, Kirchenrechtler, Kirchenlieddichter und Historiker (* 1754)
- 20. März: Johann Nikolaus Forkel, deutscher Musiker und Musikhistoriker (* 1749)
- 23. März: Nicolas Isouard, maltesischer Komponist (* 1775)
- 28. März: Antonio Capuzzi, italienischer Violinist und Komponist (* 1755)
- 11. April: Carl Andreas Göpfert, deutscher Komponist (* 1768)
- 07. Mai: Leopold Koželuh, böhmischer Komponist (* 1747)
- 28. Juni: Johann Gottfried Schöner, deutscher Pfarrer, Pietist und Liederdichter (* 1749)
- 25. August: Elizabeth Billington, deutschstämmige britische Opernsängerin (* 1765)

### Genaues Todesdatum unbekannt
- Iwan Pratsch, tschechischer Komponist (* um 1750)

### Gestorben nach 1818
- Giovanni Francesco Giuliani, italienischer Komponist, Geiger und Orchesterleiter (* um 1760)